# Arboretum de Xertigny
 (août 2018).
L' Arboretum de Xertigny (4 hectares), connu également comme l'Arboretum du Château des Brasseurs, est un arboretum et un parc municipaux situés à Xertigny dans les Vosges. Il est ouvert tous les jours, et son accès est gratuit.
L'arboretum a été créé en 1994 afin de protéger l'ancien parc du Château des Brasseurs, créé à l'origine en 1888 par Victor Champion, le propriétaire d'une brasserie locale, qui a planté un certain nombre d'arbres d'Amérique du Nord et d'Asie lors de l'aménagement du parc. Bien que la brasserie de Xertigny ait fermé en 1966, et que le château abrite aujourd'hui la municipalité, l'arboretum conserve de nombreux arbres centenaires, y compris de beaux spécimens d'Araucaria, de Cladastris jaunes, de sapin de Douglas, de Fraxinus ornus, et de Sequoiadendron (45 mètres).
Le Bois Beaudoin adjacent offre d'autres sentiers forestiers. Une légende villageoise raconte que Champion a découvert le trésor des Templiers dans ces bois, qui ont fourni la fortune pour créer château et parc ; l'emplacement de sa découverte est dûment signalé.